# Moulin-Neuf (Ariège)
Moulin-Neuf é uma comuna francesa na região administrativa de Occitânia, no departamento de Ariège.